# Comuna Batăr, Bihor
Batăr (colocvial Bátor) este o comună în județul Bihor, Crișana, România, formată din satele Arpășel, Batăr (reședința), Talpoș și Tăut.

## Demografie
Componența etnică a comunei Batăr
     Români (46,42%)
     Romi (32,02%)
     Maghiari (12,15%)
     Alte etnii (0,1%)
     Necunoscută (9,31%)
Componența confesională a comunei Batăr
     Ortodocși (41,87%)
     Penticostali (20,22%)
     Baptiști (15,66%)
     Reformați (10,95%)
     Alte religii (1,83%)
     Necunoscută (9,47%)
Conform recensământului efectuat în 2021, populația comunei Batăr se ridică la 4.922 de locuitori, în creștere față de recensământul anterior din 2011, când fuseseră înregistrați 4.920 de locuitori. Cei mai mulți locuitori sunt români (46,42%), cu minorități de romi (32,02%) și maghiari (12,15%), iar pentru 9,31% nu se cunoaște apartenența etnică. Din punct de vedere confesional, cei mai mulți locuitori sunt ortodocși (41,87%), cu minorități de penticostali (20,22%), baptiști (15,66%) și reformați (10,95%), iar pentru 9,47% nu se cunoaște apartenența confesională.

## Politică și administrație
Comuna Batăr este administrată de un primar și un consiliu local compus din 15 consilieri. Primarul, Ioan Mughiuruș[*], de la Partidul Social Democrat, este în funcție din 2012. Începând cu alegerile locale din 2024, consiliul local are următoarea componență pe partide politice:
|  | Partid                                 | Consilieri | Componența Consiliului | Componența Consiliului | Componența Consiliului | Componența Consiliului | Componența Consiliului | Componența Consiliului | Componența Consiliului | Componența Consiliului | Componența Consiliului |
|  | -------------------------------------- | ---------- | ---------------------- | ---------------------- | ---------------------- | ---------------------- | ---------------------- | ---------------------- | ---------------------- | ---------------------- | ---------------------- |
|  | Partidul Social Democrat               | 9          |                        |                        |                        |                        |                        |                        |                        |                        |                        |
|  | Partidul Național Liberal              | 3          |                        |                        |                        |                        |                        |                        |                        |                        |                        |
|  | Uniunea Democrată Maghiară din România | 2          |                        |                        |                        |                        |                        |                        |                        |                        |                        |
|  | Partidul Patrioții Poporului Român     | 1          |                        |                        |                        |                        |                        |                        |                        |                        |                        |

## Atracții turistice
- Biserica ortodoxă „Sfântul Gheorghe” din satul Tăut, construcție 1789, monument istoric

- Castelul „Markovics” din satul Arpășel, construcție 1896, monument istoric
- Câmpia Crișului Alb și Crișului Negru (arie de protecție specială avifaunistică)

## Personalități născute aici
- Elena Popa (n. 1976), canotoare.